# Ernst Kurt Frey
Ernst Kurt Frey  (* 22. April 1878 in Steinau an der Oder; † 5. Februar 1960 in Freiburg im Breisgau) war ein deutscher Pharmakologe.

## Leben
Frey war der Sohn eines Fabrikbesitzers. Nach dem Abitur in Wohlau (Schlesien) 1896 studierte er Medizin in Freiburg, Leipzig, München und Wien und wurde 1901 an der Universität Breslau promoviert (Über die Behandlung hochgradiger Kurzsichtigkeit). Danach war er bis 1903 Volontärassistent an der Chirurgischen Poliklinik und Universitäts-Frauenklinik in Breslau. 1903 war er praktischer Arzt in Liegnitz, ging aber schon 1904 als Assistent an das Pharmakologische Institut der Universität Jena, an der er 1906 Privatdozent (Habilitationsschrift: Der Mechanismus der Salz- und Wasserdiurese. Ein Beitrag zur osmotischen Arbeit der Niere) und 1912 außerordentlicher Professor wurde. 1912 wurde er Assistent an der Universität Marburg, habilitierte sich um und wurde 1913 Titularprofessor und 1921 außerordentlicher Professor am Pharmakologischen Institut der Universität Marburg. Nach Wehrdienst als Arzt im Ersten Weltkrieg war er von 1923 bis 1930 Professor an der Universität Rostock und danach bis zur Emeritierung 1947 ordentlicher Professor für Pharmakologie und Direktor des Pharmakologischen Instituts an der Universität Göttingen.

## Wissenschaftliches Wirken
Frey befasste sich mit der Ausscheidung von Salzen und Wasser in den Nieren, der Verteilung eingespritzter Substanzen im Körper, kardiologischer Pharmakologie und der Ursache des gegensätzlichen Verhaltens von Bromiden und Chloriden im Körper. Im Jahr 1930 entdeckte er mit Heinrich Kraut und Eugen Werle den als Kreislaufhormon wirkenden Trypsinhibitor Aprotinin. Er war Autor in der vierten Auflage der Real-Encyclopädie der gesammten Heilkunde.
Ernst Kurt Frey und sein Sohn Joachim Frey unterstützten die „Filtrations-Rückresorptions-Theorie“ der Harnbereitung von Ludwig und Cushny. Sie beschrieben also die glomeruläre Filtration richtig als Summe aus tubulärer Rückresorption und Harnfluss. Ihre Vorstellungen über die tatsächliche Größe der glomerulären Filtrationsrate (GFR) waren jedoch falsch.

## Auszeichnung
1952 wurde Ernst Frey Ehrenmitglied der Deutschen Pharmakologischen Gesellschaft.

## Schriften
- Abriss der Arzneibehandlung für Polikliniker und junge Ärzte. Compendium der Pharmako-Therapie, Leipzig 1905.
- Der Anteil der Filtration an der Harnbereitung. In: Deutsche Medizinische Wochenschrift, 37. Jahrgang, Nummer 23/1911, S. 1072–1075, DOI:10.1055/s-0028-1130728.
- Die Wirkungen von Gift- und Arzneistoffen. Vorlesungen für Chemiker und Pharmazeuten, Berlin 1921.
- mit seinem Sohn Joachim Frey: Die Funktionen der gesunden und kranken Niere. Springer-Verlag, Berlin / Göttingen / Heidelberg 1950, 168 Seiten.
- Nierentätigkeit und Wasserhaushalt, Berlin 1951.